# هوداين (باد كاليه)
هوداين، باد كاليه (بالفرنسية: Houdain)‏ هي بلدية تقع في إقليم باد كاليه من منطقة نور با دو كاليه في شمال فرنسا. تبلغ مساحة هذه المدينة 6.3 (كم²)، وترتفع عن سطح البحر 53 م، يبلغ عدد سكانها 7698 نسمة حسب إحصاء المعهد الوطني للإحصاء والدراسات الاقتصادية سنة 2009 م. وترأس Daniel Dewalle البلدية خلال فترة (2008-2014).